# Aeropuerto Internacional de San Luis Río Colorado
El Aeropuerto Internacional de San Luis Río Colorado  (IATA: UAC, OACI: MM76), fue un aeropuerto internacional situado en San Luis Río Colorado, Sonora, México, cerca de la Frontera entre Estados Unidos y México.

## Información
El aeródromo se ubicaba en la zona sur de la ciudad. Actualmente se encuentra inoperativo, solía ofrecer servicio de aviación general, los cuales son principalmente avionetas públicas y privadas, así como vuelos de carácter gubernamental.
Contaba con una pista de aterrizaje de 1,504 metros de largo y 18 metros de ancho, así como una plataforma de aviación de 5,800 metros cuadrados, edificio terminal y hangar.

## Aeropuertos cercanos
Los aeropuertos más cercanos son:

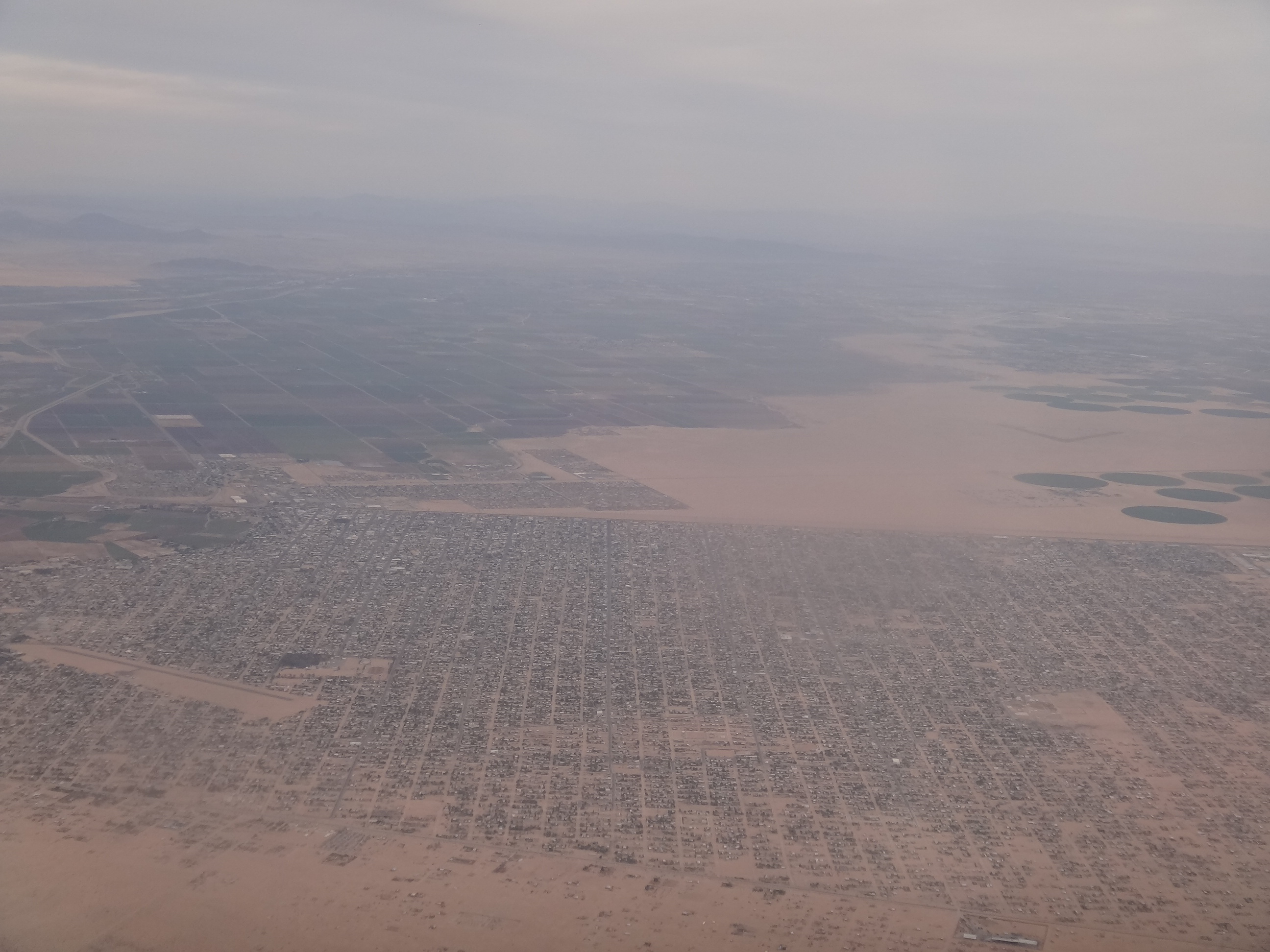
Vista aérea del aeropuerto.

- Aeropuerto Internacional General Rodolfo Sánchez Taboada (46km)
- Aeropuerto Internacional de San Felipe (168km)
- Aeropuerto Internacional de Mar de Cortés (171km)
- Base aérea n.º 3 El Ciprés (185km)
- Aeropuerto Internacional de Tijuana (205km)